# Ksibet el-Médiouni (délégation)
Ksibet el-Médiouni est une délégation tunisienne dépendant du gouvernorat de Monastir.
| Hommes | Classe d’âge | Femmes |
| ------ | ------------ | ------ |
| 479    | 75 ou +      | 680    |
| 2 198  | 60-74 ans    | 2 253  |
| 3 549  | 45-59 ans    | 3 646  |
| 4 188  | 30-44 ans    | 4 428  |
| 4 774  | 15-29 ans    | 4 466  |
| 5 445  | 0-14 ans     | 4 969  |